# 쿨 월드
《쿨 월드》(영어: Cool World)는 미국에서 제작된 랠프 백시 감독의 1992년 판타지 실사 성인 애니메이션 영화이다. 게이브리얼 번, 킴 베이싱어, 브래드 피트 등이 출연하였고, 프랭크 맨쿠소 주니어 등이 제작에 참여하였다.

## 줄거리
1945년 라스베이거스. 제2차 세계 대전 참전 용사인 프랭크 해리스는 어머니에게 돌아와 오토바이를 함께 타자고 제안한다. 두 사람이 교통 사고를 당하면서 어머니가 사망한다. 이후 프랭크는 우연히 '쿨 월드'라는 만화 같은 대체 세계로 이동하게 되며, 그곳에서 쿨 월드 경찰서 형사로 새 삶을 시작한다.
47년 후 언더그라운드 만화가 잭 잭 디브스는 아내와 침대에 있던 남자를 살해한 혐의로 10년간의 수감 생활을 마치고 출소한다. 수감 중에 그는 자신이 반복적으로 보았던 환상을 바탕으로 《쿨 월드》라는 만화를 창작했는데, 팜 파탈 홀리 우드가 주요 인물로 등장한다. 홀리의 소원은 쿨 월드를 탈출해 실제 인간이 되는 것이었고, 이는 '두들'(쿨 월드 주민을 일컫는 속어)이 '노이드'(인간을 일컫는 속어)와 성관계를 맺어야 가능한 일이었다. 그러나 프랭크와 두들 파트너 네일스는 두 차원이 뒤얽히지 않도록 홀리를 철저히 감시한다.
출소 직후 잭은 쿨 월드로 이동하게 되고 홀리와 그의 부하들에 의해 현지 나이트클럽으로 몰래 들어간다. 프랭크는 잭에게 거칠게 맞서며, 쿨 월드가 그의 만화 연재보다 훨씬 이전부터 존재했다고 설명한다. 또한 만년필과 같은 필기구가 두들들에게 치명적이라는 것과, 두 차원 모두에 위험할 수 있으므로 홀리와 성관계를 갖지 말라고 경고한다. 이러한 경고에도 불구하고 프랭크 자신도 다른 두들인 로넷을 사랑하고 있지만, 플라토닉한 관계로 자제하고 있다. 잭은 홀리의 유혹에 넘어가 그와 성관계를 맺고, 이로 인해 홀리는 노이드로 변신한다. 홀리는 잭의 펜으로 네일스를 가두고, 잭과 함께 현실 세계로 떠난다.
현실 세계에서 홀리는 실제 감각을 경험하는 것에 흥분하고 압도된다. 홀리가 현실 세계에 존재하게 된 까닭에 홀리와 잭은 노이드와 두들 형태를 오가며 깜빡인다. 상황을 고민하던 중 홀리는 잭에게 '힘의 스파이크'에 대해 이야기하는데, 이는 프랭크가 쿨 월드로 이동하게 된 원인이 된 유물로, 현실 세계로 건너온 한 두들이 유니언 플라자 호텔 꼭대기에 설치했다고 한다. 홀리는 이를 이용해 영구적으로 노이드 형태를 유지하고 싶다고 고백한다. 잭이 이 생각에 회의적인 모습을 보이자, 홀리는 그를 버리고 혼자 스파이크를 찾아 나선다.
프랭크는 지금까지 일어난 일을 알게 되어 현실 세계로 돌아오고, 마지못해 잭과 팀을 이뤄 홀리를 막으려 한다. 둘이 호텔에 도착했을 땐 홀리가 이미 탑 꼭대기를 오르기 시작하고 있다. 추격 과정에서 프랭크는 홀리에게 밀려 건물에서 떨어져 사망한다. 홀리가 스파이크를 잡는 순간, 수많은 괴물 같은 두들들이 현실 세계로 쏟아져 나와 주변 환경에 영향을 미친다. 스파이크는 또한 잭을 슈퍼히어로 같은 두들로 변신시키고, 혼돈 속에서 네일스는 펜에서 해방된다.
홀리와 함께 현실 세계에서 새로운 삶을 시작하고 싶은 유혹이 있었지만, 잭은 스파이크를 제자리로 돌려놓아 자신과 홀리, 그리고 침입한 두들들을 원래 있던 곳으로 돌려보내고 두 차원 간의 균형을 회복한다. 네일스는 프랭크의 시신을 쿨 월드로 가져오고, 그와 로넷은 프랭크의 죽음을 애도한다. 하지만 로넷은 네일스로부터 홀리가 프랭크를 죽일 때 잠시 두들 형태였다는 것을 알게 되고, 현실 세계에서 두들에 의해 죽임을 당한 노이드는 쿨 월드에서 두들로 환생할 수 있다고 설명한다. 프랭크는 두들로 변신하여 로넷과의 관계를 이어갈 수 있게 된다. 한편 잭은 홀리와 함께할 새로운 삶을 계획하기 시작하지만, 이는 홀리의 마음에 들지 않는다.

## 출연
- 게이브리얼 번 - 잭 디브스 역
- 브래드 피트 -  프랭크 해리스 역
- 킴 베이싱어 - 홀리 우드 역
- 디어드러 오코널 - 이저벨 맬리 역
- 미셸 에이브럼스 - 제니퍼 맬리 역
- 프랭크 시나트라 주니어 - 본인 역
- 윌리엄 프랭크파더
- 그레그 콜린스
- 폴 벤빅터

목소리
- 찰리 애들러
- 캔디 마일로
- 모리스 러마시
- 조이 케이먼

## 기타 제작진
- 미술: 마이클 코런블라이스
- 의상: 멀리사 대니얼

## 우리말 녹음
(SBS) 성우진 (1998년 1월 9일)
- 송도영 - 홀리 우드 (킴 베이싱어)
- 김승준 - 프랭크 해리스 (브래드 피트)
- 박일 - 잭 디브스 (게이브리얼 번)
- 김정애 - 제니퍼 맬리 (미셸 에이브럼스)
- 황원
- 정희선
- 문영래
- 한수경
- 오세홍
- 안경진
- 유해무
- 강희선

(KBC) 성우진 (2007년 6월 26일)
- 류점희 - 홀리 우드 (킴 베이싱어)

- 김승준 - 프랭크 해리스 (브래드 피트)
- 황일청  - 잭 디브스 (게이브리얼 번)